# Cookie (Film)
Cookie (alternativer Verweistitel: Cookie – Die Tochter des Paten) ist eine US-amerikanische Kriminalkomödie aus dem Jahr 1989. Regie führte Susan Seidelman, das Drehbuch schrieben Alice Arlen und Nora Ephron.

## Handlung
Der Mafioso Dominick Capisco wird nach 13 Jahren auf Bewährung aus dem Gefängnis entlassen. Er ist mit Bunny verheiratet und hat mit seiner Geliebten Lenore eine Tochter, Carmela Voltecki. Capisco stellt seine Tochter als Fahrerin ein. Er versucht, Geld einzutreiben, das ihm sein Komplize Carmine schuldet. Carmine macht ihn erneut zu seinem Geschäftspartner. Capisco sagt seiner Tochter, ein Geschäftspartner von Carmine müsse besonders vorsichtig sein.
Auf Capisco werden einige misslungene Anschläge verübt, hinter denen Carmine als Drahtzieher vermutet wird. Voltecki wendet sich an die Behörden und bietet an, dass sie gegen Carmine und dessen Leute aussagt, wenn sie und ihr Vater in das Zeugenschutzprogramm aufgenommen werden. Sie kommt auf die Idee, dass man den Tod ihres Vaters vortäuschen könnte. Die Behörden gehen darauf ein und präparieren ein Auto, in dem eine ferngesteuerte Bombe versteckt wird. Sie finden die Leiche eines Mannes, der Capisco ähnelt.
Capisco verabredet mit Carmine ein Treffen in seinem Auto. Sobald Carmine einsteigt und die Leiche sieht, wird das Auto in die Luft gejagt. Der untergetauchte Capisco heiratet unter einem falschen Namen seine Geliebte, während Voltecki das fingierte Begräbnis ihres Vaters besucht.

## Kritiken
Roger Ebert schrieb in der Chicago Sun-Times vom 15. September 1989, der Film rufe ein Gefühl von Déjà-vu hervor, als ob man ihn bereits gesehen hätte. Er gehöre zu jenen stellenweise amüsanten, „recht unterhaltsamen“ Filmen, an die man sich später nicht besonders gut erinnern könne und biete wenige Überraschungen. Die Darstellung von Peter Falk unterscheide sich nicht von seinen Darstellungen aus den vergangenen Jahren; dem Spiel von Emily Lloyd fehle deren „absolute Originalität“, die sie in ihren Debütfilm Wish You Were Here – Ich wollte, du wärst hier gezeigt habe. Originell seien lediglich die Parts von Dianne Wiest und Brenda Vaccaro.

## Hintergründe
Der Film wurde in Atlantic City und in den anderen Orten von New Jersey gedreht. Er spielte in den Kinos der USA ca. 1,87 Millionen US-Dollar ein.